# Chlorocyathus lobulata
Chlorocyathus lobulata är en oleanderväxtart som först beskrevs av Venter och R.L.Verh., och fick sitt nu gällande namn av Venter. Chlorocyathus lobulata ingår i släktet Chlorocyathus och familjen oleanderväxter. Inga underarter finns listade i Catalogue of Life.